# Jouer avec le feu
Jouer avec le feu er en fransk film fra 1924 af Delphine Coulin og Muriel Coulin.

## Medvirkende
- Vincent Lindon
- Benjamin Voisin
- Stefan Crepon
- Sophie Guillemin
- Hugo Bariller
- Denis Simonetta
- Thomas Arnaud
- Franco Provenzano
- Abdel Bouchendidkh